# ویروزان

ایبری ساسانی (گرجی: სასანური ქართლი؛ فارسی میانه: 𐭥𐭫𐭥𐭰𐭠𐭭, wirōzān/wiruzān/wiručān) دوره‌ای بود که پادشاهی ایبری (کارتلی، شرق گرجستان) تحت حاکمیت شاهنشاهی ساسانی قرار داشت. این دوره شامل زمانی است که ایبری توسط مرزبان‌هایی (فرمانداران) منصوب شده توسط شاه ساسانی اداره می‌شد، و بعداً از طریق شاهزاده‌نشین ایبری.

## تاریخ
پادشاهی‌های گرجستان از قرن ۳ به بعد بین ساسانیان و رقبای همسایه، روم-بیزانس مورد مناقشه بودند. در طول صدها سال بعد، هم بیزانسی‌ها و هم ساسانیان موفق شدند سلطه خود را بر این مناطق برقرار کنند. در چند مورد باقی‌مانده، پادشاهان گرجستان موفق شدند استقلال خود را حفظ کنند. حکومت ساسانی برای اولین بار در اوایل دوره ساسانی، در زمان سلطنت شاه شاپور یکم (سلطنت ۲۴۰–۲۷۰) برقرار شد. در ۲۸۴، ساسانیان تاج و تخت ایبری را برای یک شاهزاده ایرانی از دودمان مهران که متعاقباً به نام دودمانی خود میریانی سوم شناخته شد، تضمین کردند. میریانی سوم بدین ترتیب اولین رئیس این شاخه از خانواده مهرانیدی در پادشاهی ایبری شد که به دودمان خسرویانی (معروف به مهرانیدی‌های ایبری یا مهرانیدیان ایبری) معروف است و اعضای آن تا قرن ششم بر ایبری حکومت کردند. در ۳۶۳، حاکمیت ساسانی توسط شاه شاپور دوم (سلطنت ۳۰۹–۳۷۹) هنگامی که به ایبری حمله کرد و اسپاکور دوم را به عنوان دست‌نشانده خود بر تخت ایبری نشاند، بازگردانده شد.
رقابت مداوم بین بیزانس و ایران ساسانی برای برتری در قفقاز و قیام ناموفق (۵۲۳) گرجی‌ها به رهبری گورگن پیامدهای سختی برای کشور داشت. پس از آن، پادشاه ایبری تنها قدرت اسمی داشت، در حالی که کشور عملاً توسط ایرانیان اداره می‌شد. در زمان تصدی وژان بوزمیهر به عنوان مرزبان ایبری، زندگی‌نامه‌های قدیسین این دوره نشان می‌دهد که "پادشاهان" در تفلیس فقط جایگاه ماماساخلیسی را داشتند که به معنای "رئیس خاندان (سلطنتی)" است. هنگامی که باکور سوم در ۵۸۰ درگذشت، دولت ساسانی ایران تحت رهبری هرمز چهارم (۵۷۸–۵۹۰) از این فرصت استفاده کرد و پادشاهی ایبری را لغو نمود. ایبری به یک استان ایرانی تبدیل شد که از طریق حکومت مستقیم توسط مرزبانان منصوب شده اداره می‌شد، که در واقع، همانطور که پروفسور دونالد ریفیلد بیان می‌کند؛ "ادامه de jure (حقوقی) الغای de facto (عملی) پادشاهی ایبری از دهه ۵۲۰ به بعد بود".
اشراف ایبری بدون مقاومت با این تغییر موافقت کردند، در حالی که وارثان خاندان سلطنتی به قلعه‌های کوهستانی خود عقب‌نشینی کردند – خط اصلی خسرویانی در کاختی، و شاخه جوانتر گوارامی در کلارجتی و جاواختی. با این حال، کنترل مستقیم ایرانیان مالیات سنگین و ترویج پرانرژی آیین زرتشت را در کشوری عمدتاً مسیحی به همراه داشت. بنابراین، هنگامی که امپراتور روم شرقی موریکیوس در ۵۸۲ دست به یک لشکرکشی نظامی علیه ایران زد، اشراف ایبری از او درخواست کردند که برای بازگرداندن پادشاهی کمک کند. موریکیوس پاسخ داد و در ۵۸۸، تحت‌الحمایه خود، گوارام یکم از خاندان گوارامی را به عنوان حاکم جدید به ایبری فرستاد. با این حال، گوارام به عنوان پادشاه تاج‌گذاری نکرد، بلکه به عنوان شاهزاده حاکم شناخته شد و با عنوان روم شرقی کوراپالاتس مفتخر شد. معاهده بیزانس-ساسانی ۵۹۱ این ترتیب جدید را تأیید کرد، اما ایبری را در شهر تفلیس به بخش‌های تحت سلطه روم و ساسانی تقسیم کرد. متسختا تحت کنترل بیزانس قرار گرفت.
جانشین گوارام، دومین شاهزاده حاکم استیون یکم (استپانوز یکم)، سیاست‌های خود را به سمت ایران تغییر داد تا ایبری تقسیم شده را متحد کند، هدفی که به نظر می‌رسد به آن دست یافته است، اما این کار به قیمت جانش تمام شد هنگامی که امپراتور بیزانس هراکلیوس در ۶۲۶ به تفلیس حمله کرد، در طول جنگ ایران و روم شرقی (۶۰۲–۶۲۸)، که نشانگر برتری قطعی بیزانس در بیشتر گرجستان در ۶۲۷–۶۲۸ به زیان ساسانیان تا زمان فتح ایران به دست مسلمانان بود.

## حمایت، فعالیت‌های ساخت و ساز و مهاجران
با استقرار برتری ساسانیان در قفقاز، آنها به یک سلاح اضافی دست یافتند که می‌توانست علیه رومیان-بیزانسی‌ها استفاده شود. سلسله فرمانداران (یعنی بیدخش) که در آرمازی مستقر بودند، حفاظت از مسیر در امتداد رود کر و همچنین مسیر شمالی‌تر که در امتداد رود آراگوی به گذرگاه داریال (یعنی دروازه‌های ایبری/قفقاز/آلان) کشیده می‌شد را برای ساسانیان فراهم می‌کرد. طبق گفته استرابون، آن سوی این گذرگاه، منطقه‌ای بود که به عنوان "سرزمین کوچ‌نشینان" شناخته می‌شد. با استقرار هژمونی ساسانی، نفوذ کوچ‌نشینان به قلمرو ساسانی می‌توانست مهار شود. ایران‌شناس آناهید پریخانیان توضیح می‌دهد که با گذشت زمان، با افزایش فشار قبایل هون از اواخر قرن ۴، پرداخت باج به قبایل احتمالاً به ابزاری برای دفاع به همان اندازه مهم تبدیل شده بود. شاهنشاه ساسانی خسرو یکم (حک. ۵۳۱–۵۷۹) هون‌ها را با موفقیت به عنوان نیروهای کمکی در جنگ لازستان استخدام کرد، اما او همچنین از ساخت استحکامات در چندین مکان در اطراف ناحیه تفلیس-گردمان، سغدبیل و همچنین الل حمایت مالی کرد.
پادشاهی‌های قفقاز، و همچنین ارمنستان، از زمان تهاجم اولیه سکاها به منطقه در هزاره اول پیش از میلاد، دارای عنصر جمعیتی ایرانی شده بودند. در زمان فعالیت‌های استحکامات خسرو یکم، تعداد زیادی از ایرانیان در این منطقه، از جمله ایبری، ساکن شده بودند. تحمیل حکومت مستقیم ساسانی توسط خسرو یکم به این معنی بود که، به احتمال زیاد، تعداد زیادی از مهاجران غیرنظامی در کنار نیروها و مقامات به منطقه منتقل شدند. به دلیل این تحولات است که شهادت سنت اوستاتیوس متسختایی گرجی به (از جمله) کفاشان ایرانی ساکن متسختا که به دین زرتشتی و آداب و رسوم خود پایبند بودند، اشاره می‌کند. پس از گرویدن به مسیحیت، تعدادی از این مهاجران به این بخش شمال غربی امپراتوری ممکن است با فرهنگ محلی سازگار شده باشند.

## سکه‌های ساسانی ایبری (گرجستان)
اگرچه گنجینه‌های مختلفی در گرجستان امروزی یافت شده است که حاوی سکه‌های ساسانی معمولی هستند، تاکنون هیچ نشان ضرابخانه محلی برای این سکه‌های معمولی ساسانی شناسایی نشده است. با این حال، سکه‌های به اصطلاح سکه‌های کارتول-ساسانی به صورت محلی در کارتلی در دوره متأخر حاکمیت و فرمانروایی ساسانی بر گرجستان مرکزی-شرقی (ایبری نویسندگان کلاسیک) تولید می‌شد، یعنی در اواخر قرن ۶ و نیمه اول قرن ۷. از آنجایی که تمام سکه‌های موجود از این نوع در رو به رو با تصویری از هرمز چهارم یا خسرو دوم تزئین شده‌اند، هیچ سکه کارتول-ساسانی وجود ندارد که پیش از حکومت هرمز چهارم (که در ۵۷۹ آغاز شد) باشد. تولید سکه‌های کارتول-ساسانی پس از سرکوب پادشاهی ایبری توسط ساسانیان، که توسط سیریل تومانوف در حدود ح. ۵۸۰ تاریخ‌گذاری شده است، آغاز شد.
سکه‌های کارتول-ساسانی معمولاً با حروف و/یا تک‌نگاره‌های آسومتاورولی تزئین شده‌اند. این تک‌نگاره‌ها معمولاً نماینده نام اریستاوی‌ها و شاهزادگان حاکم (اریستاوتامتواریس) برجسته و معاصر ایبری بودند. اولین سکه‌های کارتول-ساسانی، به عنوان بخشی از مرحله اول، با کتیبه JO حکاکی شده بودند که به گفته استیون اچ. راپ جونیور به "ای صلیب" ترجمه می‌شود. پس از اینکه شاهزاده‌نشین ایبری به طور مستحکم تأسیس شد، کتیبه‌ها در این مرحله دوم به تک‌نگاره‌هایی تبدیل شدند که نام شاهزادگان حاکم را ذکر می‌کردند. مثال‌ها در میان اینها شامل GN و GRG هستند، یعنی به ترتیب "گورگن/گوارام"؛ هر دو مخفف با شاهزاده گوارام یکم (حک. ۵۸۸–۵۹۰) شناسایی می‌شوند. شاهزادگان حاکمی که پس از این مرحله آمدند، در نمایش وابستگی مذهبی خود حتی جسورتر بودند. در این مرحله سوم و نهایی سکه‌های کارتول-ساسانی، یک صلیب کوچک را می‌توان به عنوان جایگزینی برای شعله مقدس زرتشتی بر روی آتشدان تشخیص داد. این مجموعه با اختصار SPNS، یعنی "استپانوز یکم"، که در اطراف تصویر شاهنشاه ساسانی هرمز ششم قرار گرفته است، آغاز می‌شود. این متن مانع خواندن افسانه معمول فارسی میانه نمی‌شود. این تغییرات در طول سلطنت استپانوز یکم (۵۹۰–۶۲۷)، یا شاید در طول سلطنت استپانوز دوم (۶۴۲–۶۵۰) بیشتر توسعه می‌یابند. در این زیرمرحله، کتیبه کامل نام "استپانوز" را می‌توان در هر دو طرف سر شاهنشاه ساسانی مشاهده کرد و کتیبه فارسی میانه که نام و سال سلطنت شاهنشاه را نشان می‌دهد حذف می‌شود.

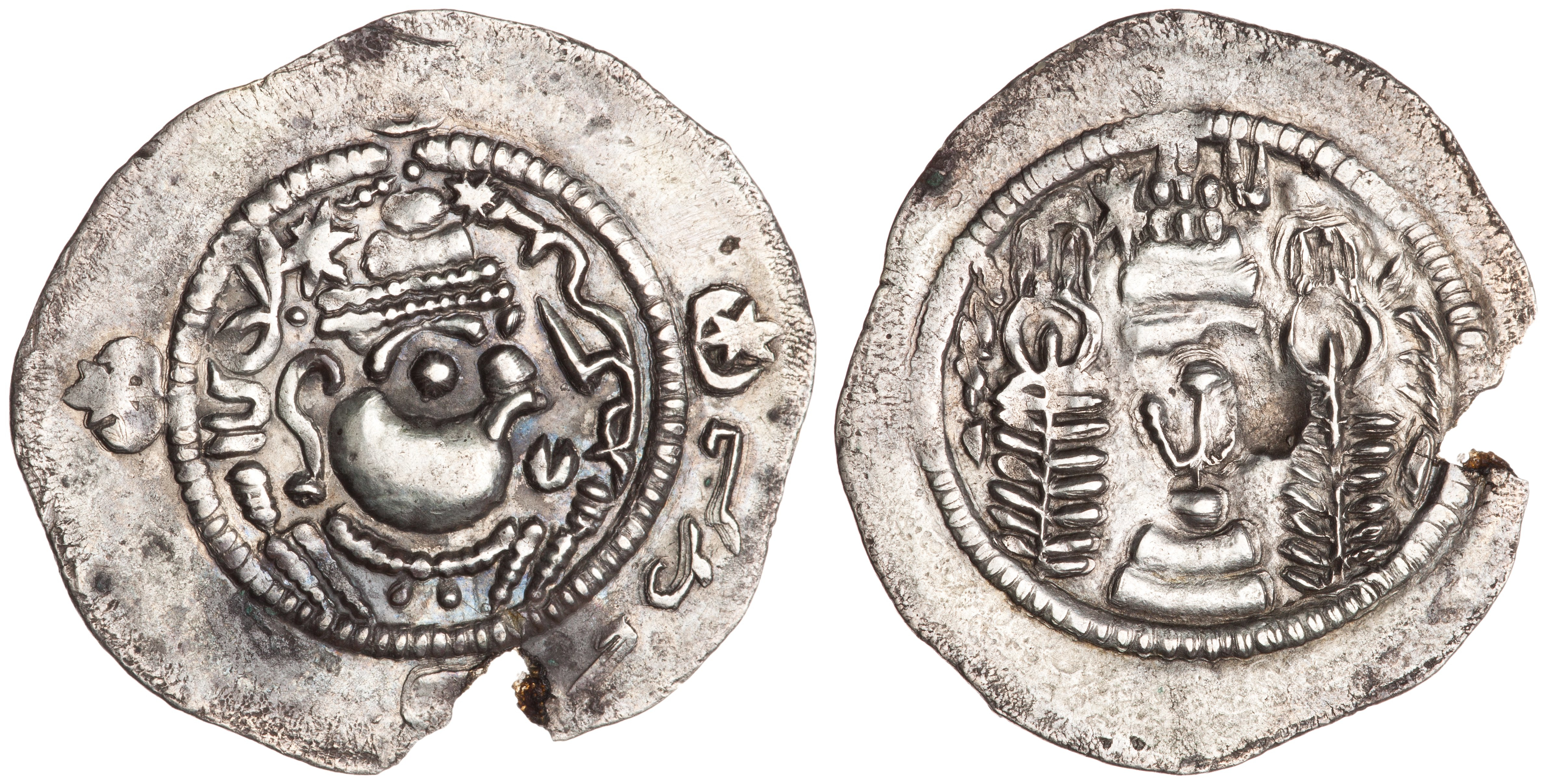
سکه‌ای از نوع ساسانی از شاهزاده گوارام یکم، با نیم‌تنه هرمز چهارم در رو و کتیبه آسومتاورولی GRG، یعنی گورگن
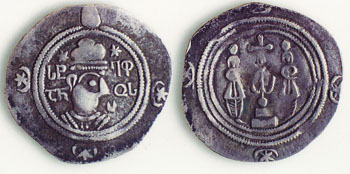
سکه‌ای از نوع ساسانی از شاهزاده استیون یکم، با نیم‌تنه خسرو دوم در رو و کتیبه آسومتاورولی STEP'ANOS

## فرمانداران ساسانی ایبری
- پیران گشنسپ
- اروند گشنسپ
- وژان بوزمیهر

## همچنین ببینید
- آتشگاه تفلیس
- ویستهم
- گرجستان در دوره رومیان
- فتح ایران به دست مسلمانان
- شاهزاده‌نشین ایبری
- حکومت اعراب در گرجستان

## مآخذ
الگو:Commonscategory
- تاریخ قفقاز. Vol. 1: در چهارراه امپراتوری‌ها. I.B. Tauris. 2021. {{cite book}}: |نام= missing |نام= (help); Unknown parameter |نام‌خانوادگی= ignored (help)
- "تقسیمات جغرافیایی و اداری: سکونتگاه‌ها و اقتصاد". تاریخ کمبریج ایران: دوره سلوکی، اشکانی و ساسانی (۲). Cambridge: Cambridge University Press. 1983. pp. 747–778. {{cite book}}: |نام= missing |نام= (help); Unknown parameter |نام‌خانوادگی= ignored (help); Unknown parameter |نشانی_بخش= ignored (help)
- ایران ساسانی: ظهور و سقوط یک امپراتوری. I.B. Tauris. 2009. {{cite book}}: |نام= missing |نام= (help); Unknown parameter |نام‌خانوادگی= ignored (help)
- فرهنگ لغت تاریخی گرجستان. Rowman & Littlefield Publishers. 2015. {{cite book}}: |نام= missing |نام= (help); Unknown parameter |نام‌خانوادگی= ignored (help)
- The Cambridge History of Iran. Cambridge: Cambridge University Press. 1968–1991.
- مطالعاتی در تاریخ‌نگاری گرجی قرون وسطی: متون اولیه و زمینه‌های اوراسیایی. Peeters. 2003. {{cite book}}: |نام= missing |نام= (help); Unknown parameter |نام‌خانوادگی= ignored (help)
- جهان ساسانی از چشم گرجیان: قفقاز و مشترک‌المنافع ایرانی در ادبیات گرجی باستان متأخر. Ashgate Publishing. 2014. {{cite book}}: |نام1= missing |نام1= (help); Unknown parameter |نام‌خانوادگی1= ignored (help)
- لبه امپراتوری‌ها: تاریخ گرجستان. Reaktion Books. 2013. {{cite book}}: |نام1= missing |نام1= (help); Unknown parameter |نام‌خانوادگی1= ignored (help)
- شکل‌گیری ملت گرجستان (2nd ed.). Indiana University Press. 1994. {{cite book}}: |نام= missing |نام= (help); Unknown parameter |نام‌خانوادگی= ignored (help)
- دانشنامه ایرانیکا. Vol. 10. Routledge & Kegan Paul. 2001.

الگو:Sasanian Provinces
الگو:Georgia (country) topics